# 寒灰慧喜
慧喜（1563年—1639年），字心悅，號寒灰，滿城（今屬河北省）劉氏子。少時從普濟和尚出家，十六歲至盤山習禪，後相繼師從於慈雲、松谷、淨淵等大德。又至少林寺，得正道禪師教誨，於言下悟入，納為法嗣，為曹洞宗第二十七世，掌少林寺法席。崇禎六年（1633）,主法於開封相國寺。崇禎十二年（1639)冬，辭歸少林，寂於寺內。法嗣有海寬等。
| 佛教頭銜             | 佛教頭銜          | 佛教頭銜                   |
| -------------------- | ----------------- | -------------------------- |
| 前任： 瑞光 约1622年 | 少林寺方丈 1624年 | 繼任： 彼岸海宽 1639年－？ |

1. ↑  吴立民; 徐孙铭. . Beijing: 中国社会科学出版社. 1998: 470-471. ISBN 9787500422839. |pages=和|page=只需其一 (帮助);